# Castello nuovo di Studénka
Il castello nuovo di Studénka (in ceco Nový zámek Studénka) si trova nell'omonimo comune del Distretto di Nový Jičín nella Regione di Moravia-Slesia, Repubblica Ceca. Il castello rinascimentale, col vicino castello vecchio di Studénka, forma un complesso che è considerato un monumento culturale nazionale ed è stato edificato a partire dalla metà del XVIII secolo poi ricostruito in stile neogotico un secolo più tardi. Viene utilizzato anche come sede museale.

## Storia

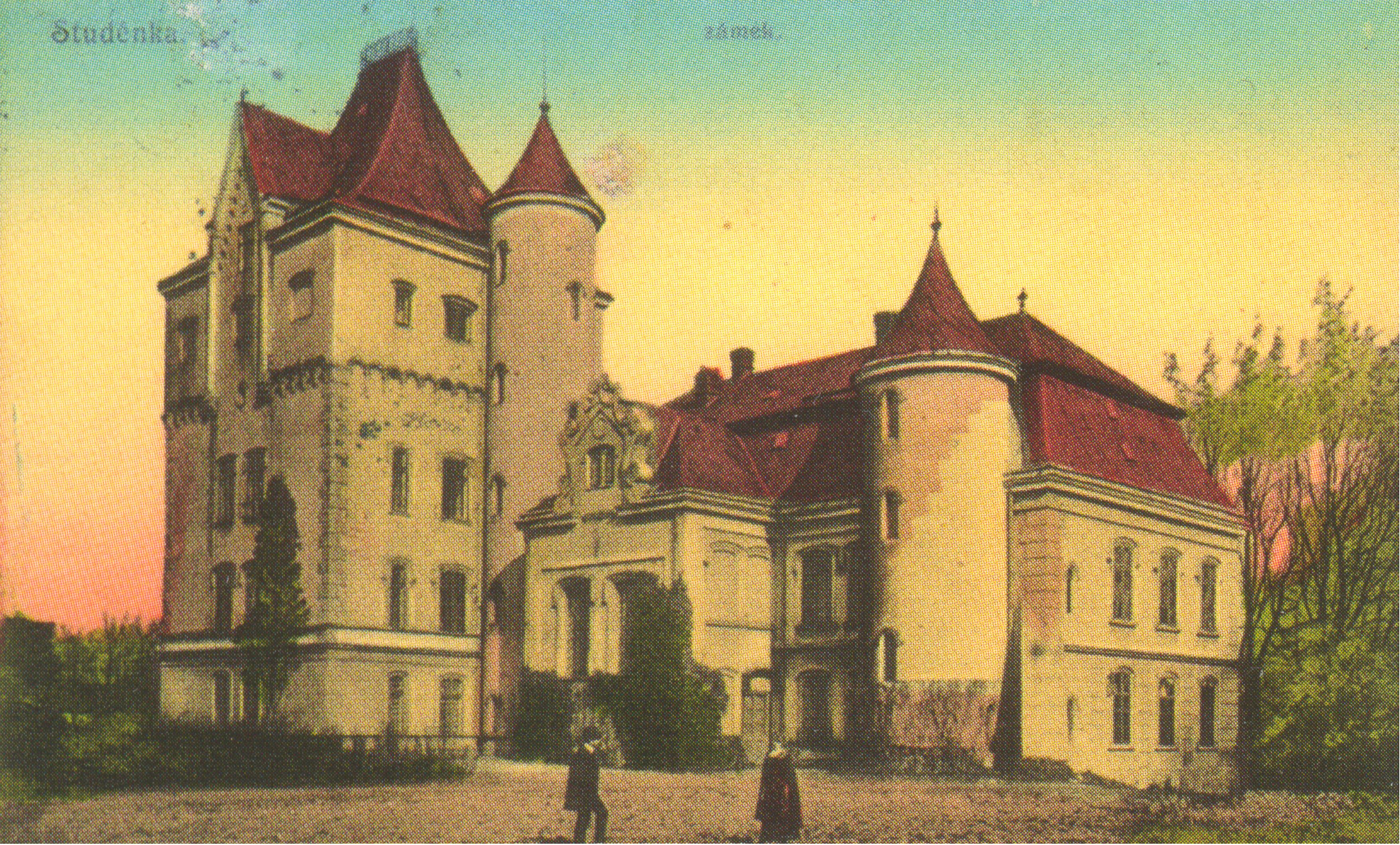
Immagine storica del castello risalente all'inizio del XX secolo

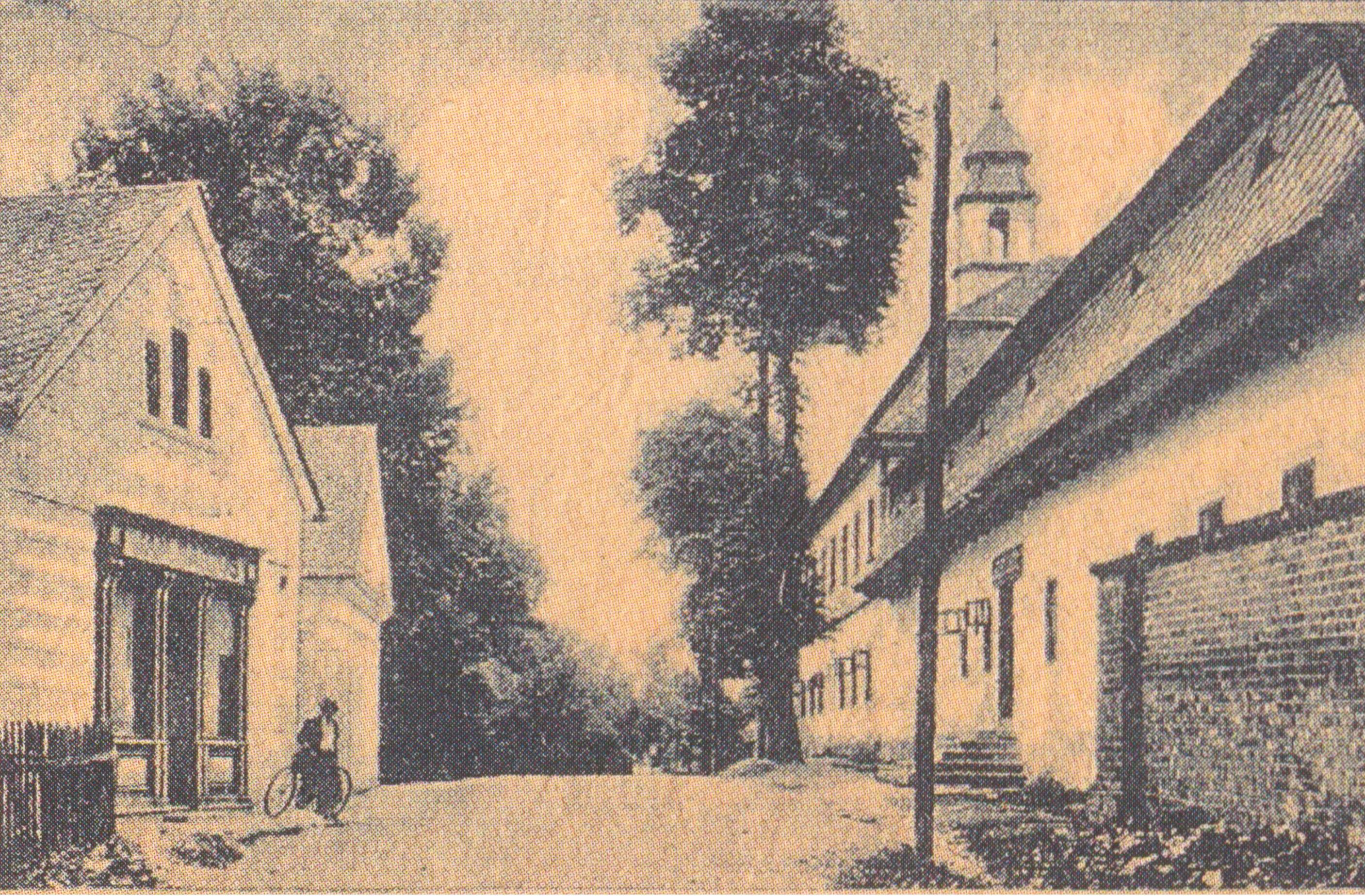
Il castello vecchio in un'immagine risalente all'inizio del XX secolo

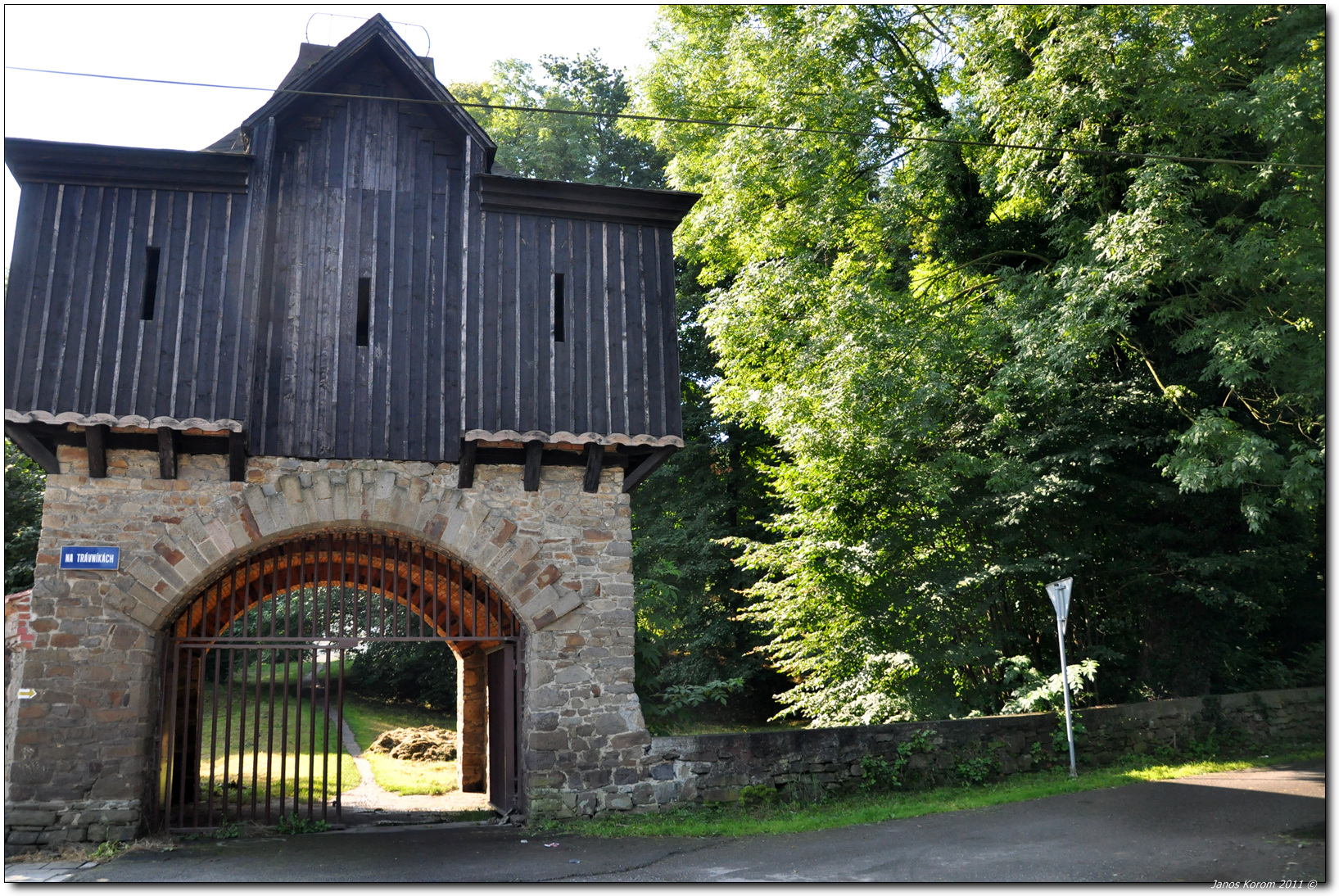
Porta di accesso al parco del castello, a nord

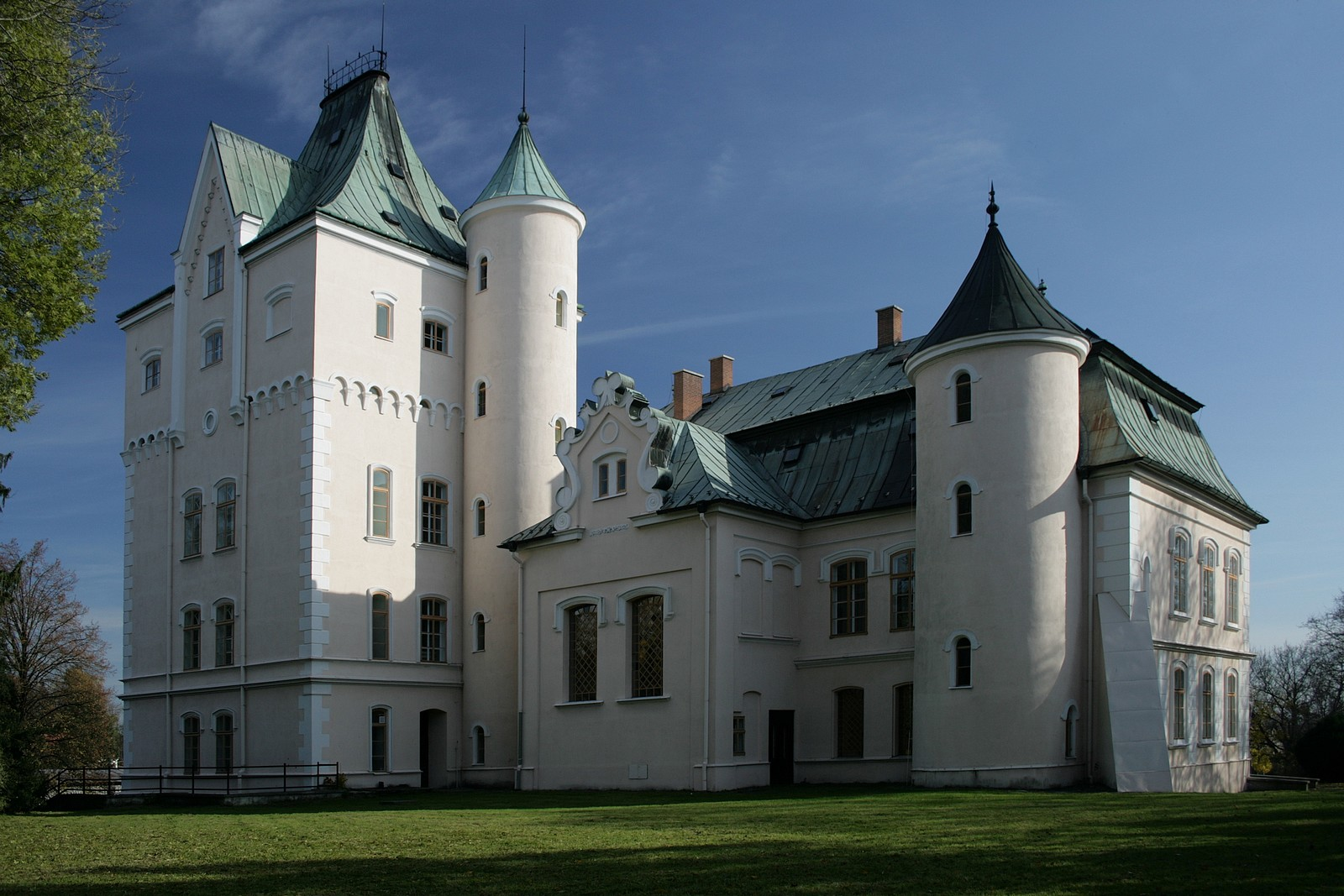
Castello nuovo di Studénka con torrette e cappella nobiliare

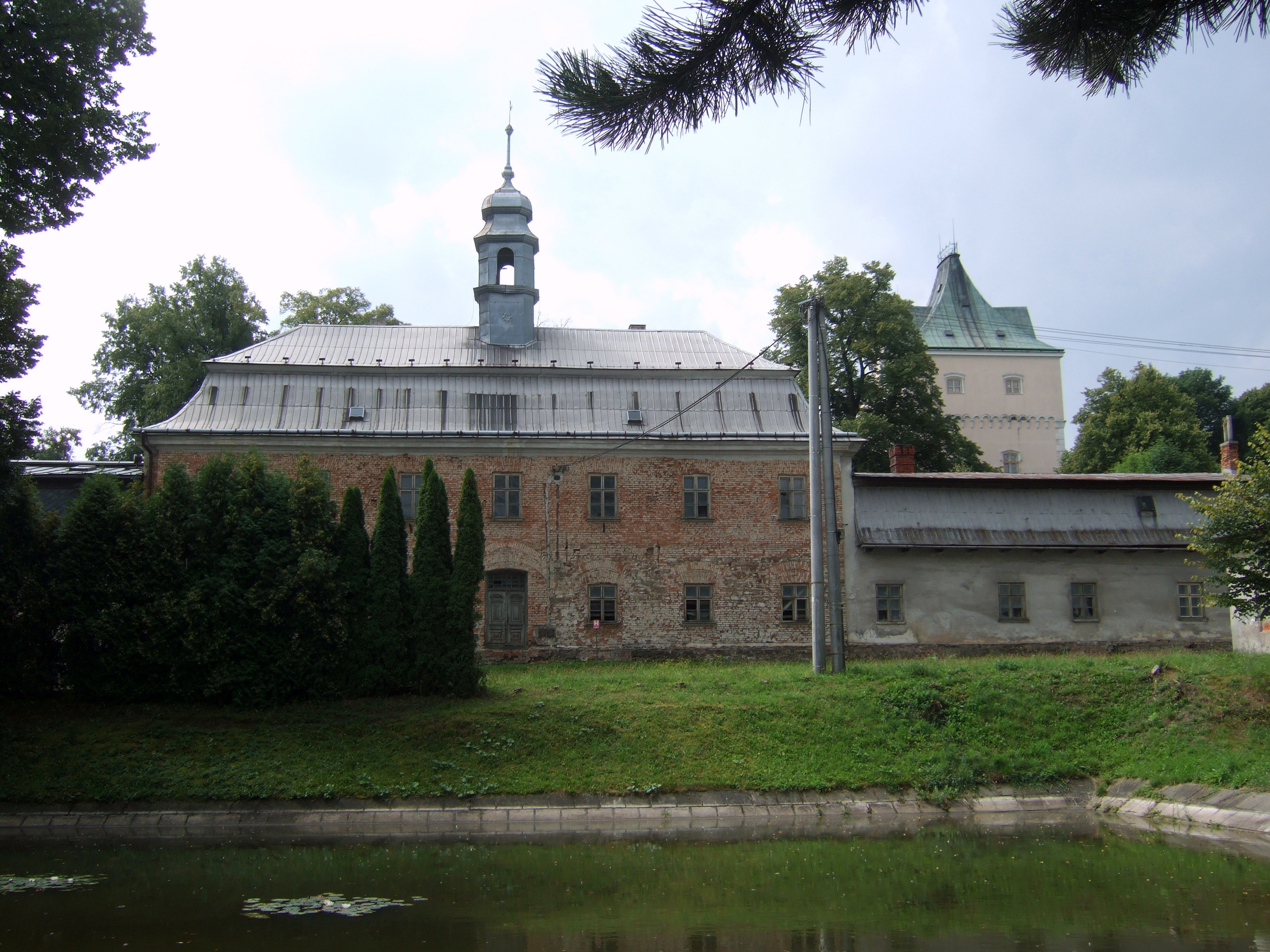
Castello vecchio

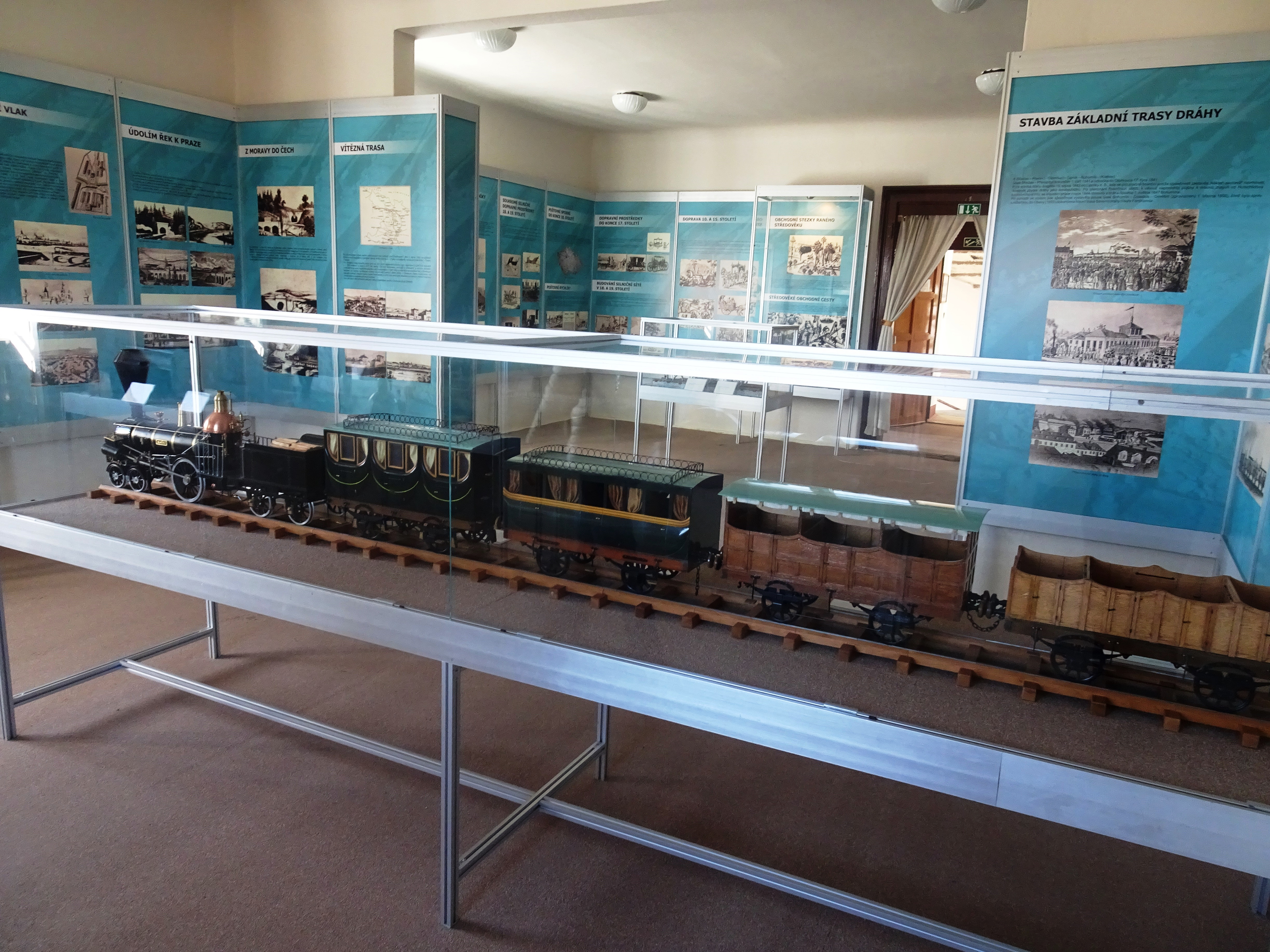
Sala del castello adibita a museo ferroviario

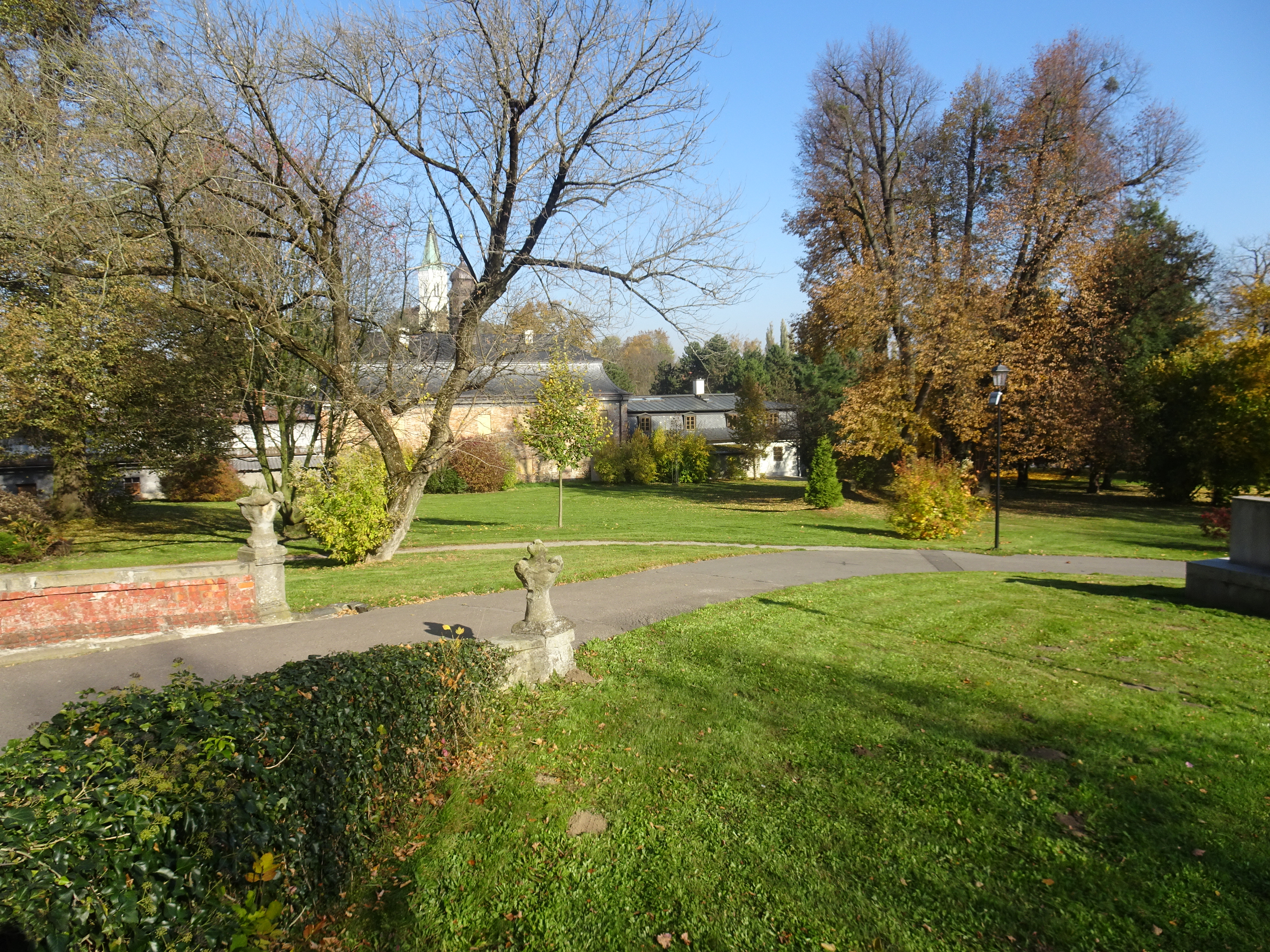
Particolare del parco del castello

La prima notizia sul territorio di Studénka, dove fu costruita la fortezza antica, risale al 1478. Già nel 1567 l'allora proprietario Ojíř z Fulštejna, gran ciambellano del duca di Troppau, fece ricostruire la fortezza in forme di residenza signorile rinascimentale. Nel 1569 proprietari della tenuta divennero i signori di Vrbno, che la mantennero sino al 1772, e nel 1637 il conte Václav di Vrbno fece ampliare e ricostruire il castello. I successivi proprietari furono la famiglia Řeplin di Berečko. Josef Kryštov Řeplin di Berečko, tra il 1749 e il 1750 fece costruire un nuovo edificio poco lontano dal precedente e quest'ultimo, dal 1762, fu utilizzato brevemente come fabbrica di birra. Gli ultimi proprietari dei castelli e della tenuta furono i Blücher di Wahlstatt. Tra il 1860 e il 1863 il principe Gebhard Leberecht von Blücher fece costruire un padiglione da giardino accanto al castello nuovo e fece modificare anche la struttura esterna del palazzo al quale furono aggiunti una torre ed un torrione con scala a chiocciola. La grande tenuta originariamente creata con gusto barocco fu trasformata a metà del XIX secolo in un moderno parco paesaggistico dalla famiglia Blücher di Wahlstadt. Dopo la prima guerra mondiale il castello venne utilizzato come sede per una scuola e poi per abitazioni comunali. Nel 1936, dopo alcune ristrutturazioni, il castello fu acquistato dal comune di Studénka divenne un museo ferroviario con ferrovie e modelli di locomotive e vagoni funzionanti. Una parte dell'edificio ospita una sede scolastica.

## Descrizione
Il complesso dei castelli di Studénka, che comprendono il vecchio e il nuovo edificio, si trova alla periferia dell'omonimo comune nella Regione di Moravia-Slesia, Repubblica Ceca. Situato in direzione di Bravantice rappresenta un interessante punto di riferimento anche grazie al suo parco. La parte più importante del castello è costituita da un edificio a tre piani a pianta quadrata con facciata liscia ed angoli a bugnato mentre accanto la struttura si amplia con l'edificio di aspetto barocco con torre e torretta con scala a chiocciola che sono state aggiunte successivamente. Gli interni del castello ospitano un museo dei trasporti ferroviari mentre alcuni spazi sono utilizzati dal comune di Studénka come sala per cerimonie, come biblioteca, come edificio scolastico e come uffici per alcune associazioni della comunità. Il castello vecchio è costituito da due ali. L'ala sinistra consta di tre edifici adiacenti, probabilmente edificati sul sito della fortezza più antica. L'ala centrale è probabilmente di origine rinascimentale e per un certo periodo fu anche una fabbrica di birra. Intorno al castello c'è un parco paesaggistico con molte specie arboree interessanti.

### Monumento culturale della Repubblica Ceca
La tutela dei monumenti della Repubblica Ceca considera il complesso dei castelli di Studénka, nuovo e vecchio, un monumento culturale nazionale tutelato col numero di catalogo 1000163247. Oltre ai due edifici principali fanno parte dell'insieme posto sotto tutela il giardino e il parco con i suoi muretti.